# Sürth (Kolonia)
Sürth, Köln-Sürth – dzielnica miasta Kolonia w Niemczech, w okręgu administracyjnym Rodenkirchen, w kraju związkowym Nadrenia Północna-Westfalia, na lewym brzegu Renu.